# Leon Buszkowski
Leon Buszkowski (ur. w 1877 w Warszawie – zm. 16 listopada 1937 w Poznaniu) – polski inżynier, wykładowca Szkoły Inżynierskiej im. Hipolita Wawelberga i S. Rotwanda, Towarzystwa Kursów Naukowych i Politechniki Warszawskiej, urzędnik Ministerstwa Wyznań Religijnych i Oświecenia Publicznego.

## Życie
Ukończył II gimnazjum filologiczne w Warszawie.  Początkowo studiował na wydziale fizyko-matematycznym Uniwersytetu Warszawskiego, ale wkrótce przeniósł się na politechnikę w Charlottenburgu, którą ukończył z tytułem inżyniera.
Po kilkuletniej pracy w fabryce maszyn „S. Patschke i Ska" przeszedł do pracy pedagogicznej, do której czuł zawsze zamiłowanie. Od roku 1907 do 1919 był pomocnikiem i zastępcą dyrektora Szkoły Budowy Maszyn i Elektrotechniki im. Hipolita Wawelberga i Stanisława Rotwanda. W latach 1906–1916 był także wykładowcą statyki i geometrii wykreślnej Wydziału Technicznego Towarzystwa Kursów Naukowych. Po otwarciu Politechniki Warszawskiej był kilka lat starszym asystentem przy katedrze geometrii wykreślnej.
W 1919 po upaństwowieniu Szkoły im. H. Wawelberga i S. Rotwanda był przez czas krótki jej dyrektorem. Następnie w latach 1921-1932 pracował w charakterze naczelnika Wydziału Szkół Wyższych w Departamencie Nauki i Szkół Wyższych Ministerstwa Wyznań Religijnych i Oświecenia Publicznego a w latach 1928-1929 pełnił obowiązki dyrektora departamentu. Po przejściu na emeryturę w latach 1932-1938 pracował m.in. w Instytucie Radowym im. Marii Curie-Skiodowskiej i kasie im. Józefa Mianowskiego, w 1938 był generalnym sekretarzem Instytutu Biologii Doświadczalnej im. Marcelego Nenckiego w Warszawie. W l. 30 był także członkiem komisji badania i oceny podręczników szkolnych MWR i OP.